# 우리엔터프라이즈
우리엔터프라이즈(Wooree Enterprise Co., Ltd.)는 대한민국의 조명 기업이다. 본사는 경기도 안산시 단원구 성곡로 79에 위치해 있으며 대표이사는 윤철주이다.

## 역사
풍우실업(주)에서 우리조명(주)으로 상호를 변경하였다. 다시 현재 사명으로 변경하였다.

## 같이 보기
- 우리바이오

## 참고문헌
1. ↑  전일 시간 외 급등주, 우리엔터프라이즈 10.0%, 모니터랩 10.0% 등, 한경, 2024.04.02